# 1489년

## 연호
- 명(明) 홍치(弘治) 2년
- 일본(日本) 조쿄(長享) 3년 / 엔토쿠(延徳) 원년
- 후 레 왕조(後黎朝) 홍득(洪德) 20년

## 기년
- 류큐(琉球) 쇼신왕(尚真王) 13년
- 명(明) 효종 홍치제(孝宗 弘治帝) 2년
- 조선(朝鮮) 성종(成宗) 20년
- 후 레 왕조(後黎朝) 성종(聖宗) 30년

## 탄생
- 3월 18일 - 조선 중기의 학자 서경덕. (~1546년)
- 11월 28일 - 스코틀랜드의 제임스 2세의 왕비 마가렛 튜더. (~?)
- 12월 10일 - 프랑스의 장군 가스통 드 푸아느무르 공작. (~1512년)

### 미상
- 신성 로마 제국과 프랑스 사이의 조약 프랑크푸르트 조약. (~?)